# Richard Bielenberg
Richard Detlev Johannes Bielenberg (* 6. November 1871 in Eckernförde; † 23. Juni 1929 in Berlin) war ein deutscher Architekt.

## Familie
Richard Bielenberg war ein Sohn von Otto (Claudius Peters Mohr) Bielenberg (* 5. November 1843 in Hemme; † 15. November 1920 in Hamburg). Der Vater arbeitete als Hauptlehrer an der Mädchenschule und Organist an St. Nicolai in Eckernförde. Er war verheiratet mit Emma Maria Henriette, geborene Dose (* 6. Januar 1845 auf Hof Tramm, Kirchspiel Lebrade; † nach 1920), die eine Tochter von Hinrich Detlef Diedrich Dose und Anna Margarethe Juliane Dose geb. Petersen war. Richard Bielenberg heiratete am 7. August 1900 in Stuttgart Maria Reckhemmer (* 8. September 1873 in Wien; † 8. Februar 1950 in Berlin). Das Ehepaar hatte einen Sohn.

## Ausbildung
Bielenberg besuchte eine Mittelschule in Eckernförde und machte danach eine Zimmerer-Lehre. Ab dem Wintersemester 1888/89 lernte er in den folgenden Wintersemestern sowie zuletzt im Sommersemester 1891 in den Klassen VI bis I der Baugewerkschule Eckernförde. In einem der schulfreien Sommersemester beendete er, wie bei Schülern dieses Faches üblich, vermutlich die Berufsausbildung. Die Baugewerkschule verließ er mit der Examensnote „vorzüglich“. Anschließend arbeitete er bei der Hochbauabteilung der Stadt Hamburg.
Ein Jahr später wechselte Bielenberg nach Berlin in das Architekturbüro von Wilhelm Martens, der sich insbesondere mit Bankgebäuden beschäftigte. Aufgrund seines Engagements und Talents wurde er hier Geschäftsführer und Teilhaber. Gemeinsam mit seinem Kollegen Josef Moser nahm er an mehreren Architektenwettbewerben teil, so 1902 für den Bau einer Realschule in Bremen, wo sie den zweiten Preis erreichten. Dabei stellten sie ein malerisches Ensemble von Gebäuden im Stil der Neorenaissance vor. 1903 reichten die Architekten beim Wettbewerb um den Bau des Rathauses in Kiel einen Beitrag ein, für den sie keinen Preis erhielten. Die Zeitschrift Deutsche Konkurrenzen zeigte ihn trotzdem in einem Bericht über den Wettbewerb.

## Bankhäuser und Bürogebäude
1905 nahmen Bielenberg und Moser an einem Wettbewerb der Aschingers AG für einen Neubau des Hotels Der Fürstenhof teil, den sie gewannen. Mit dem damit verbundenen Bauauftrag traten sie aus Martens Architekturbüro aus und gründeten ein eigenes Büro.
Wie beim Berliner Hotel Der Fürstenhof arbeiteten Bielenberg und Moser bis zum Beginn des Ersten Weltkriegs im Stil des Neobarocks. Ihre Auftraggeber bevorzugten repräsentative, prunkvolle Bauwerke mit opulenten barocken Elementen oder Formen der Hochrenaissance, wobei die Architekten jedoch Modifikationen vornahmen und auch eigenständige Formen wählten. Ein weiteres Beispiel hierfür war das heutige Kontorhaus am Markt in Bremen, erbaut 1910–1912 als Bankgebäude für die Disconto-Gesellschaft.
Ebenfalls bis 1914 planten Bielenberg und Moser zahlreiche Großbauwerke. Dazu gehörte 1912 ein Teil der heutigen Kaiserhöfe in Berlin, ursprünglich erbaut für die Preußische Central-Bodenkredit-AG. Hier arbeiteten die Architekten deutlich konservativer und orientierten sich gemäß dem Geschmack ihrer Auftraggeber streng an Beispielen aus dem französischen Barock. Bielenbergs und Mosers gemeinsames Schaffen jener Zeit zeigte, dass sie sich sehr an die Wünsche von Bauherren hielten.
Bielenberg versuchte häufig erfolglos, Aufträge in Schleswig-Holstein zu bekommen. 1908 gewann er gemeinsam mit Moser einen Wettbewerb der Commerz-Bank in Lübeck AG und plante so ein Jahr später das Bankhaus am Kohlmarkt in Lübeck, bei dem sie eine für ihre Verhältnisse recht einfache Backsteinfassade wählten und gleichzeitig die Höhen bereits vorhandener Häuser der Altstadt berücksichtigten.
1908 schufen Bielenberg und Moser ein Kaufhaus für die Firma Fischer & Wolff auf dem Grundstück Kaiser-Wilhelm-Straße 7 in Berlin-Mitte. Die Architekten arbeiteten dabei deutlich einfacher als bei Bankgebäuden. Mit ihrer Bauweise gehörten sie zu den modernsten Kaufhausplanern ihrer Zeit. Das fünfgeschossige Gebäude an prominenter Stelle in Berlin bestand bis zum Zweiten Weltkrieg, fiel an dessen Ende jedoch in Schutt und Asche.
Zeitweise unterhielten die Architekten ein Zweigbüro in Köln, von dem aus sie ihre Projekte in Westdeutschland ausführten. Es ist nicht dokumentiert, wie lange dieses Zweigbüro existierte.
Nach dem Ersten Weltkrieg und dem wirtschaftlichen Niedergang im Rahmen der Inflation erhielten Bielenberg und Moser mehr Aufträge als viele andere Architekten. Zahlreiche der von ihnen geplanten Bank- und Bürogebäude entstanden nach 1918. In den ersten Jahren nach dem Krieg arbeiteten sie zumeist im Stil des Expressionismus, der die Architektur dominierte. 1924 nahmen beide an einem Wettbewerb zur Bebauung der Prinz-Albrecht-Gärten teil. Von 130 Teilnehmern, von denen mehrere einen 1. Preis erhielten, gewannen auch Bielenberg und Moser einen solchen. Außerdem durften sie die Pläne für das Deutschlandhaus, ursprünglich geplant als Europahaus, erstellen. Hier arbeiteten sie im Stil der Neuen Sachlichkeit, mit dessen Umsetzung sie offensichtlich Probleme hatten. Die Bauausführung, die von Fachleute als unbefriedigend angesehen wurde, wich deutlich von ihren ersten Plänen ab. Der Bau des Geschäftshauses war, insbesondere nach dem Tod Bielenbergs im Jahr 1929, kompliziert und ruhte zwischenzeitlich. Der Architekt Otto Firle ergänzte von 1928 bis 1931 Bielenbergs Bau um das heutige Europahaus. Dabei überformte er Bielenbergs und Mosers Gebäude und stockte es auf.
Erst bei Sanierungsarbeiten rund 50 Jahre später 1989/1990 wurde der ursprüngliche Zustand teilweise wieder hergestellt.
Im Jahr 1925 nahmen Bielenberg und Moser an einem Wettbewerb der Fachzeitschrift Wasmuths Monatshefte für Baukunst und Städtebau teil, in dem es um Vorschläge für eine Neugestaltung der Straße Unter den Linden ging. Unter hochkarätigen Konkurrenten gewannen sie den dritten Preis. Die Architekten reichten dabei einen Entwurf im Monumentalstil ein, der an ihre Bauten aus der Vorkriegszeit erinnerte.
1928 übernahmen Bielenberg und Moser erneut einen Auftrag für ein Bürogebäude im Stil der Neuen Sachlichkeit. Der Bau auf den Grundstücken Nürnberger Straße 50–55 dauerte von 1928 bis 1930 und endete somit nach Bielenbergs Tod. Bei diesem Gebäude gelang ihnen ein formvollendetes, einheitliches Werk. Es wurde später als eines der „besten Zeugnisse des Bürohausbaus der 20er Jahre in Berlin“ bezeichnet.

## Wohngebäude
Neben dem Bau von Bürogebäuden beschäftigten sich Bielenberg und Moser auch mit Wohngebäuden für gehobene Ansprüche. Bereits vor dem Ersten Weltkrieg erstellten sie die Pläne für das Schloss Mallinckrodt bei Wetter (Ruhr) bzw. Herdecke. Ab 1919 planten sie viele Villen in Berlin und Umgebung. 1927 erhielten sie einen Auftrag von Paul von Hindenburg und planten den Neubau seines Herrenhauses auf Gut Neudeck. Bemerkenswert ist, dass dieses Haus ungefähr zur gleichen Zeit entstand wie das in Neuer Sachlichkeit ausgeführte Bürohaus an der Nürnberger Straße in Berlin. Das neobarocke Herrenhaus stand in seinem Stil dazu in völligem Kontrast.

## Bedeutung als Architekt
Gemäß einem Bielenberg gewidmeten Nachruf in der Zeitschrift Die Bauwelt konnten Bielenberg und Moser nur derart viele Aufträge übernehmen, weil Bielenberg nicht nur gute Entwürfe erstellte, sondern über „hohe organisatorische Kräfte“ verfügte. Der Architekt arbeitete zumeist konservativ, jedoch gekonnt mit vielen Facetten. Er war ausgesprochen anpassungsfähig an die wandelnden Geschmäcker der Auftraggeber. Seine Ausführung des Bürohauses an der Nürnberger Straße machte ihn zu einem der besten Architekten der deutschen Avantgarde.
Seine beruflichen Erfolge führten auch dazu, dass er im März 1929 zum ordentlichen Mitglied der Preußischen Akademie des Bauwesens ernannt wurde.
Josef Moser führte die Berliner Sozietät nach Bielenbergs Tod bis zum Jahr 1960 fort. Bedeutende Aufträge gewann er offenbar nicht mehr, denn ab dem Jahr 1929 sind keine eigenständigen Bauwerke seinerseits bekannt.

## Bauten und Entwürfe
- 1906–1907: Hotel Der Fürstenhof in Berlin, Potsdamer Platz (im Zweiten Weltkrieg zerstört)
- 1906–1907: Herrenhaus Nackel der Familie von der Hagen; ist erhalten und saniert[10]
- um 1908: Kaufhaus für das Teppichhaus Fischer & Wolff in Berlin-Mitte, Kaiser-Wilhelm-Straße 7 / Spandauer Straße (im Zweiten Weltkrieg zerstört)[11]
- 1908–1910: Geschäftshaus der Getreidebörse in Duisburg, Düsseldorfer Straße 7[12] (im Zweiten Weltkrieg zerstört)
- 1909–1910: Bankgebäude für die Commerz-Bank in Lübeck AG[13] in Lübeck, Kohlmarkt 7–13 (heute genannt Bankhaus am Kohlmarkt, nur Fassade erhalten)
- 1909–1912: Beidseitige Erweiterung des Bankgebäudes der Disconto-Gesellschaft in Berlin-Mitte, Behrenstraße 42–45
- 1910–1912: Bankgebäude für die Disconto-Gesellschaft AG in Bremen, Am Markt / Langenstraße 2–8 / Stintbrücke 1 / Bredenstraße 13 (nach Kriegsschäden vereinfacht, unter Denkmalschutz, heute genannt Kontorhaus am Markt, 1999–2002 durch Manfred Schomers und Rainer Schürmann umgebaut)
- 1910–1912: Bankgebäude für die Oldenburgische Spar- und Leihbank in Oldenburg, Markt 12[14]
- 1912: Erweiterungsbau für das Bankhaus Delbrück, Schickler & Co. in Berlin-Mitte, Mauerstraße 63–65 (im Zweiten Weltkrieg zerstört)[15]
- um 1912: Bankgebäude der Ostbank für Handel und Gewerbe in Posen[16]
- 1912–1914: Bankgebäude für die Preußische Central-Bodenkredit-AG in Berlin-Mitte, Dorotheenstadt, Unter den Linden 26 und Mittelstraße 53/54 (heute Teil der Kaiserhöfe, unter Denkmalschutz)[17]
- 1914: Erweiterung des Wohnhauses Höhmannstraße 2 in Berlin-Grunewald (unter Denkmalschutz)[18]
- 1914: Bankgebäude für die Rheinisch-Westfälische Boden-Credit-Bank AG in Köln, Unter Sachsenhausen 2[19]
- 1916–1917: Büro- und Geschäftshaus der Robert Bosch AG in Berlin-Charlottenburg, Bismarckstraße 71 / Fritschestraße 32 (unter Denkmalschutz)[20]
- 1916–1922: Verwaltungsgebäude für die Deutsche Erdöl-AG (DEA) (heute Senatsverwaltung für Wirtschaft, als ehemaliges Olex-Haus bezeichnet) in Berlin-Schöneberg, Martin-Luther-Straße 105 / Dominicusstraße 2–10 / Fritz-Elsas-Straße 3 (unter Denkmalschutz)[21]
- 1923–1924: Gefallenen-Ehrenmal in Eckernförde, auf dem Friedhof am Mühlenberg (Skulptur von Bildhauer Hermann Feuerhahn)[22]
- 1925–1926: Landhaus Berglinde in Berlin-Kladow, Sakrower Kirchweg 97 (unter Denkmalschutz)[23]
- 1925–1928: Büro- und Geschäftshaus mit Hotel Admiralspalast in Hindenburg, Oberschlesien (Zabrze, Polen), Kronprinzenstraße 305[24]
- 1926–1927: Büro- und Geschäftshaus mit Kino für die Großbauten AG (zunächst genannt Europahaus, heute Deutschlandhaus) in Berlin-Kreuzberg, Stresemannstraße 90–102 / Anhalter Straße (verändert, unter Denkmalschutz)[25]
- 1928–1929: Wohnhaus Taubertstraße 18 in Berlin-Grunewald (unter Denkmalschutz)[26]
- 1928–1930: Umbau und Erweiterung des Herrenhauses auf Gut Neudeck in Ostpreußen für den Reichspräsidenten Paul von Hindenburg (1945 zerstört)
- 1928–1931: Büro- und Geschäftshaus Haus Nürnberg mit Femina-Palast in Berlin-Schöneberg, Nürnberger Straße 50–56 (verändert, unter Denkmalschutz)[27]

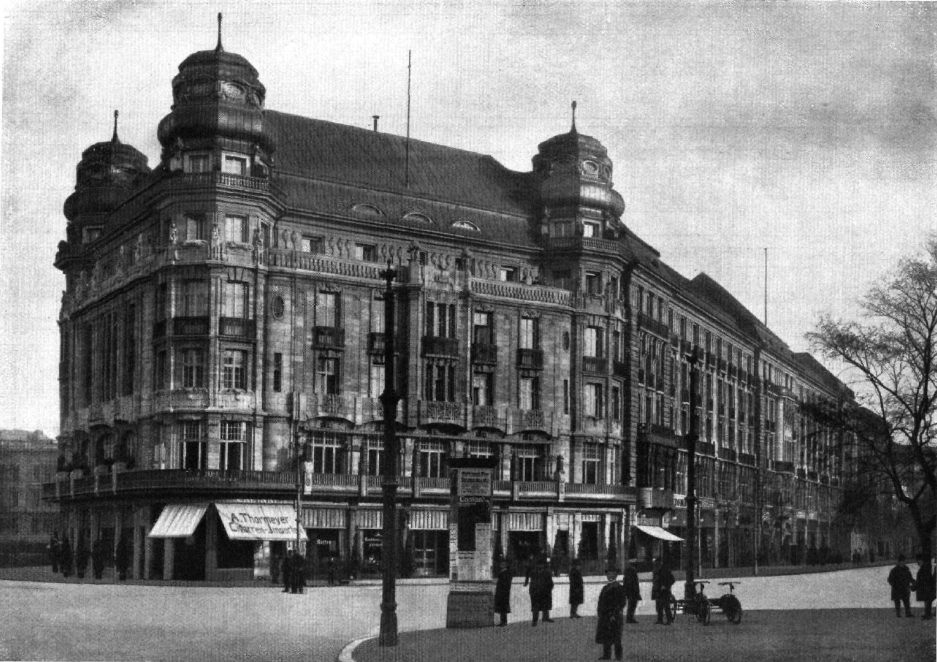
Hotel Der Fürstenhof in Berlin (1907/1908)
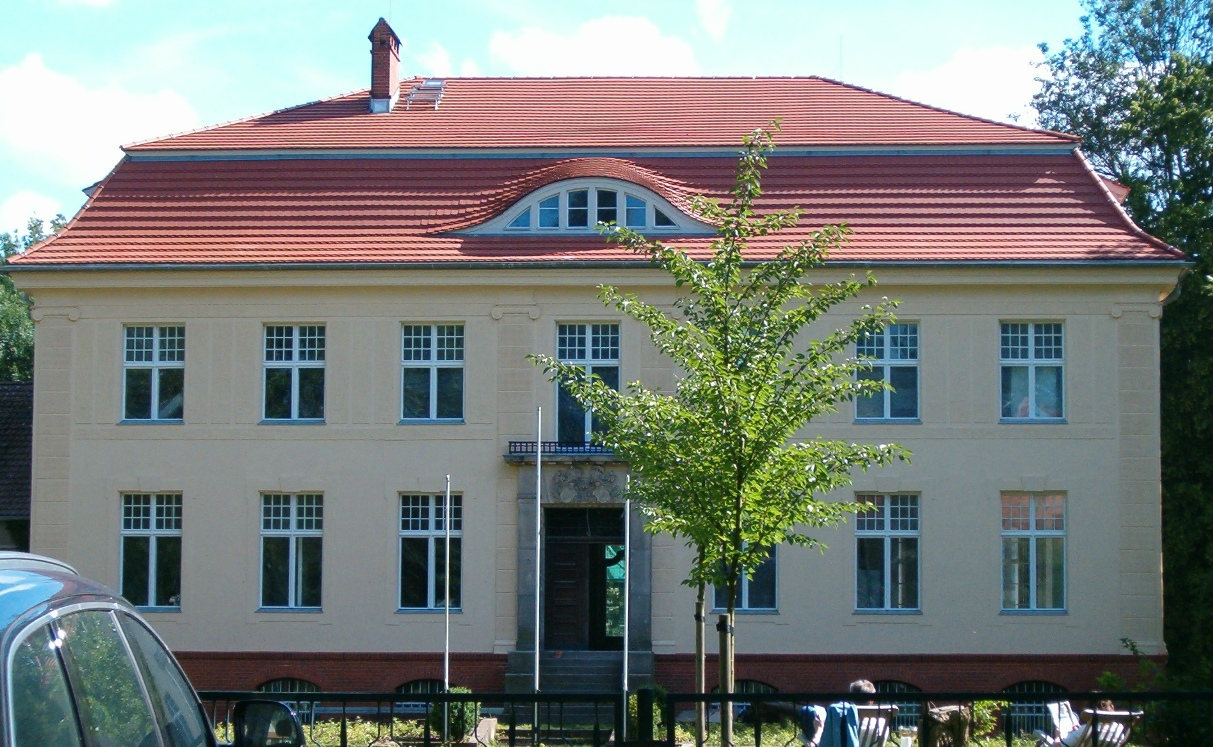
Herrenhaus Nackel Brandenburg 2007
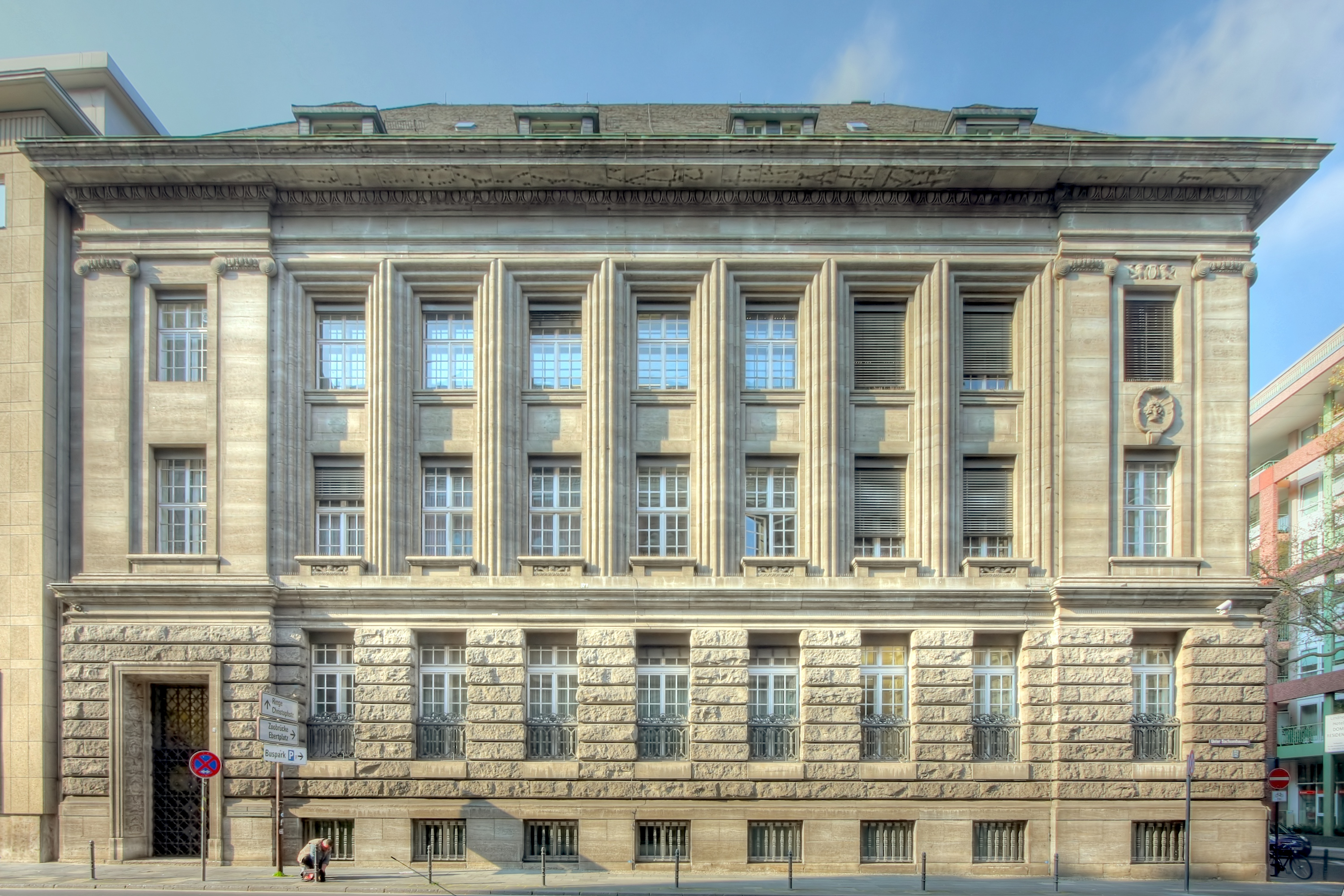
Bankgebäude in Köln, Unter Sachsenhausen 2 (2011)
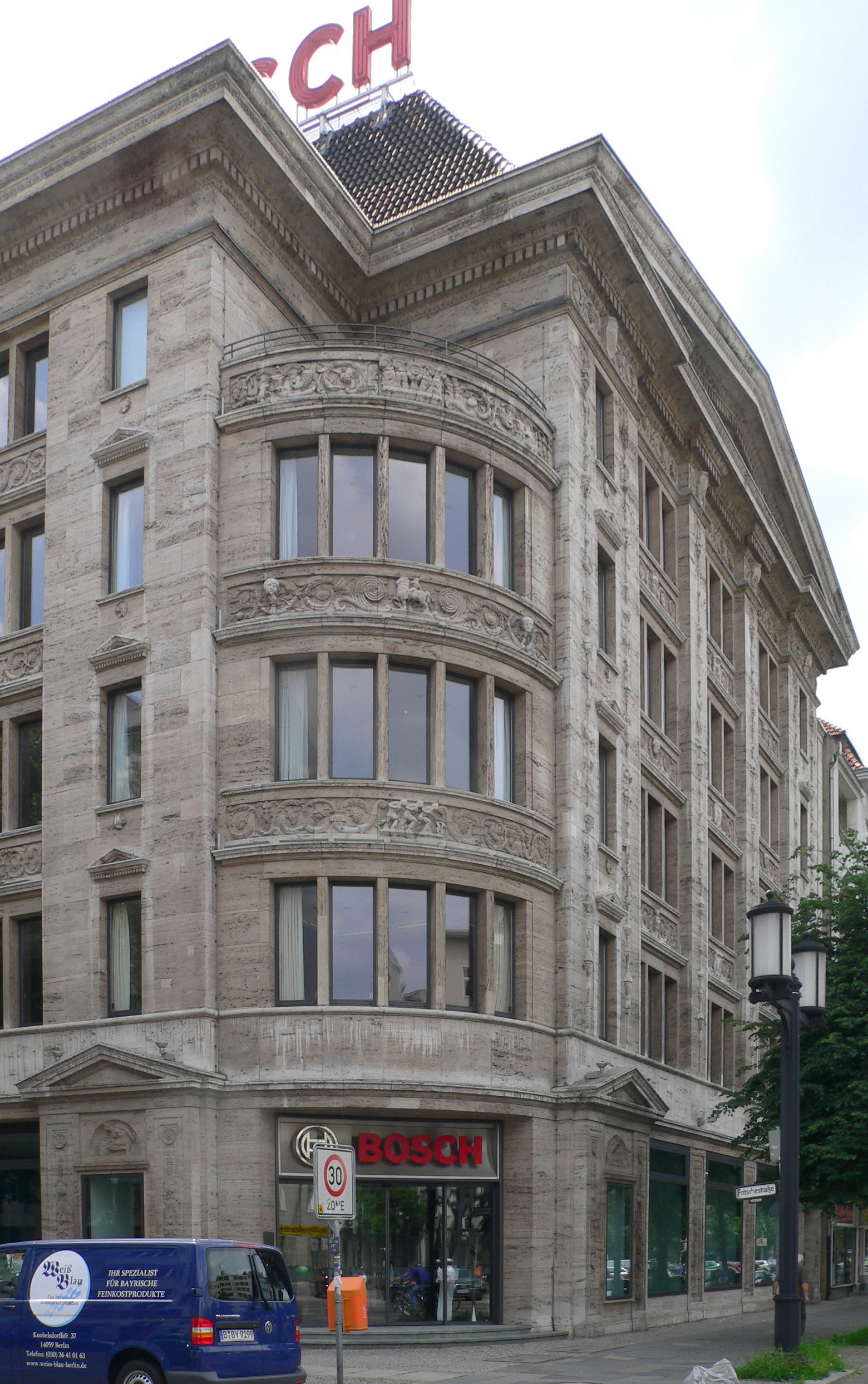
Bosch-Haus in Berlin (2010)
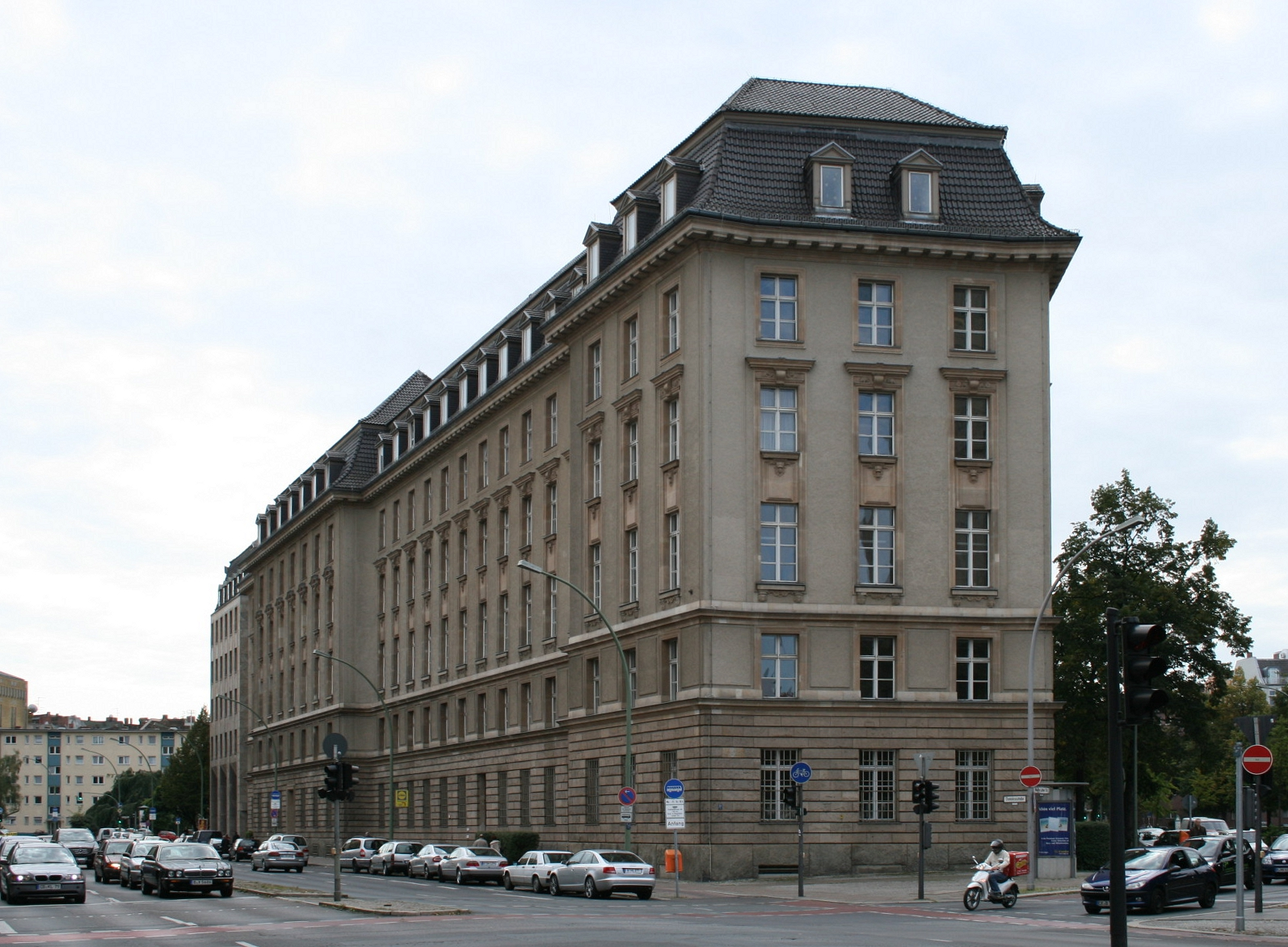
Verwaltungsgebäude der DEA in Berlin-Schöneberg, gen. Olex-Haus (2012)
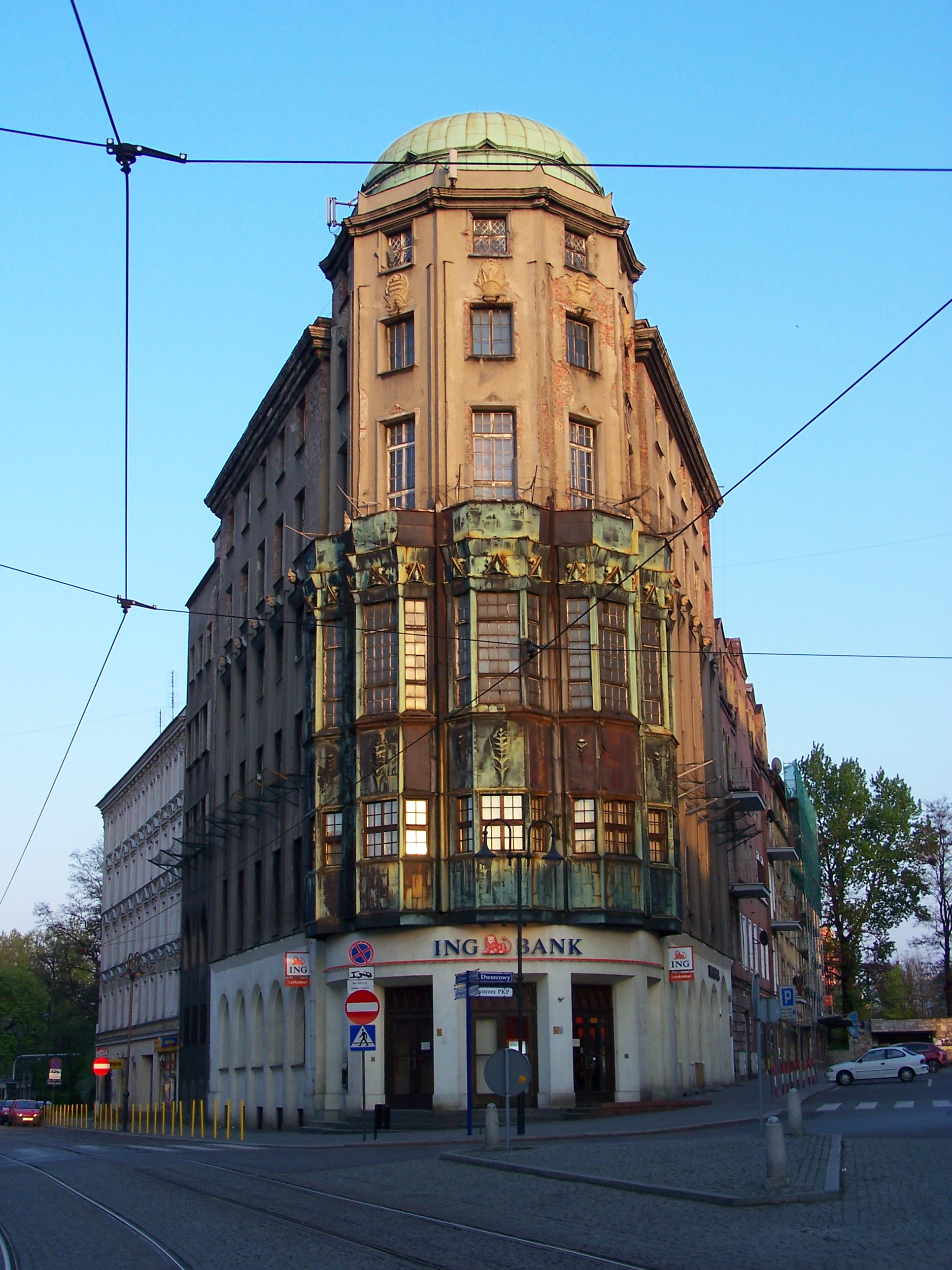
Admiralspalast in Zabrze (2008)
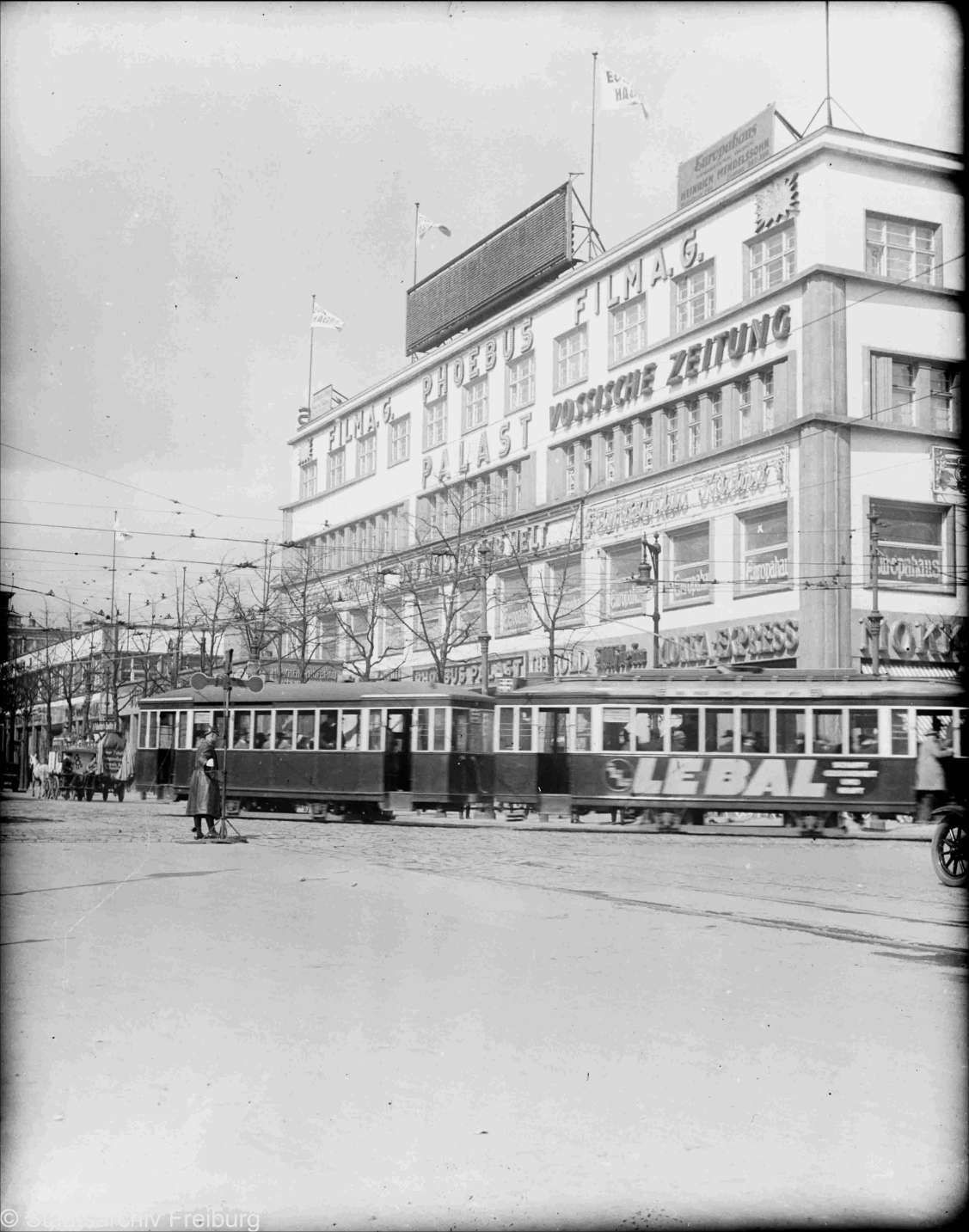
Heutiges Deutschlandhaus in Berlin (1927)
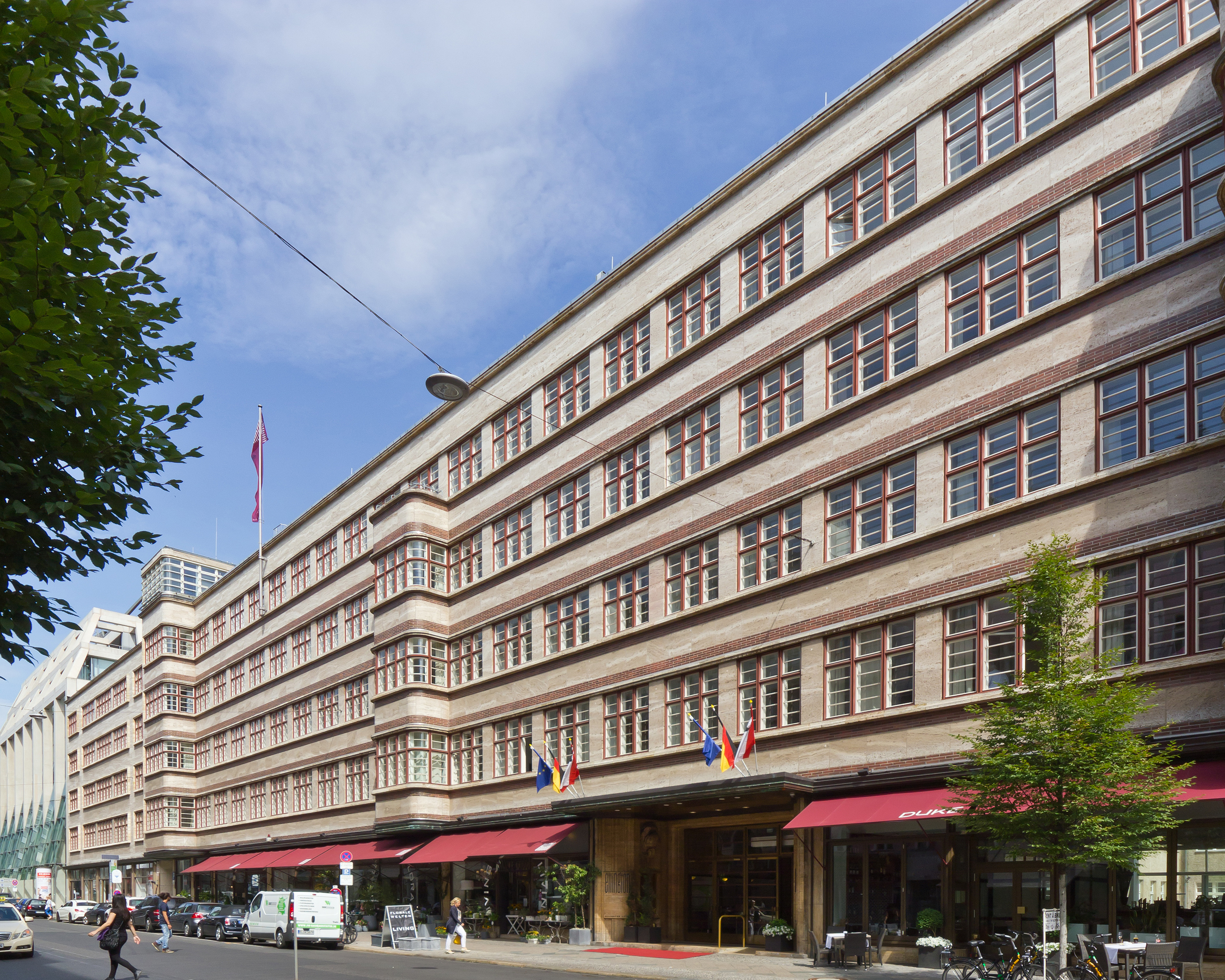
Haus Nürnberg in Berlin (2014)
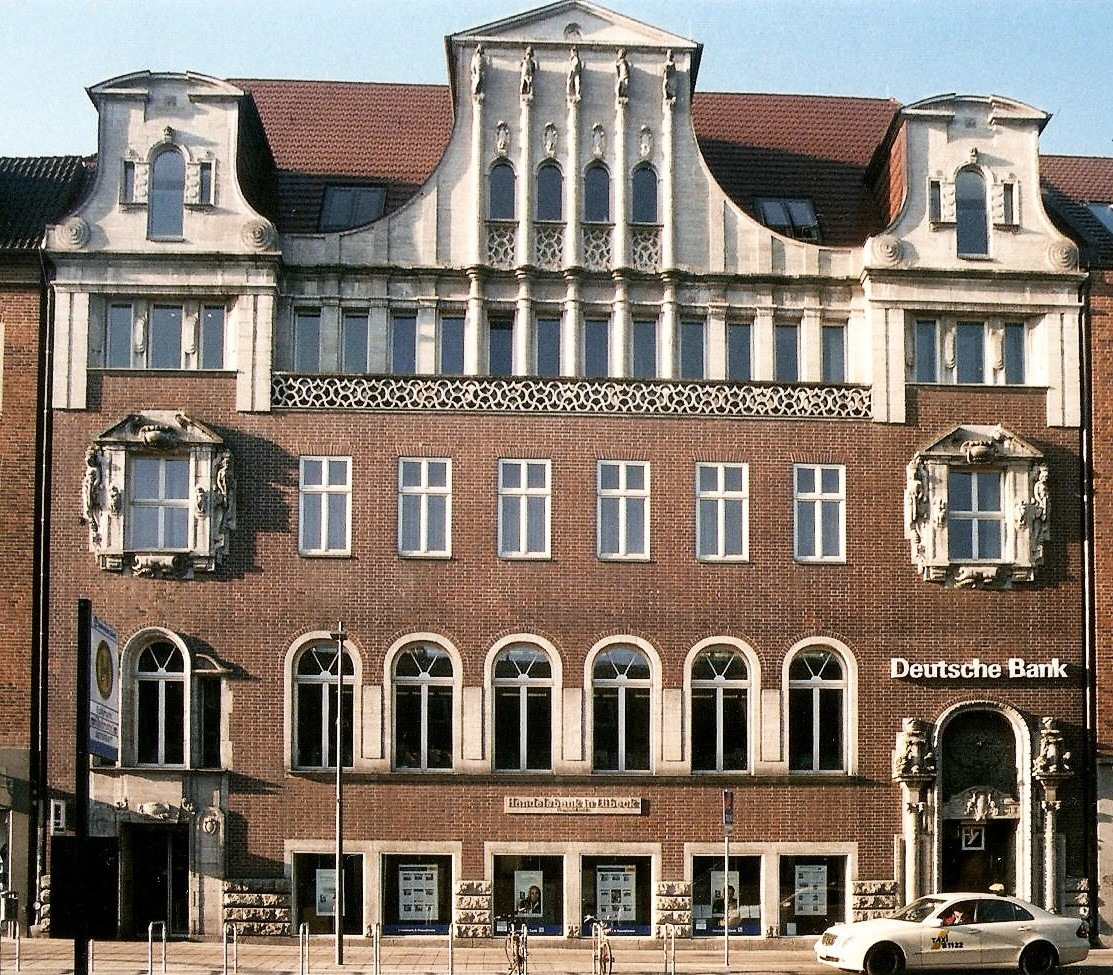
Bankhaus am Kohlmarkt in Lübeck (2012)